# Gary (Schiff)
Die USS Gary (FFG-51) ist eine Lenkkörper-Fregatte der United States Navy und gehört zur Oliver-Hazard-Perry-Klasse. Sie ist das 41. Schiff der Klasse. Das Schiff wurde 2017 an Taiwan verkauft und trägt jetzt den Namen PFG-1112 Feng Chia (逢甲).

## Technik
Die Gary wird zu den sog. long-hull gezählt, d. h., sie ist etwa 138 Meter lang und 13 Meter breit. Sie hat einen Tiefgang von 7 Meter. Auf dem Schiff arbeiten etwa 240 Personen, davon etwa 219 Besatzungsmitglieder und 21 Angehörige der Helikopterbesatzungen (sechs Piloten, 15 Mann Wartungspersonal).

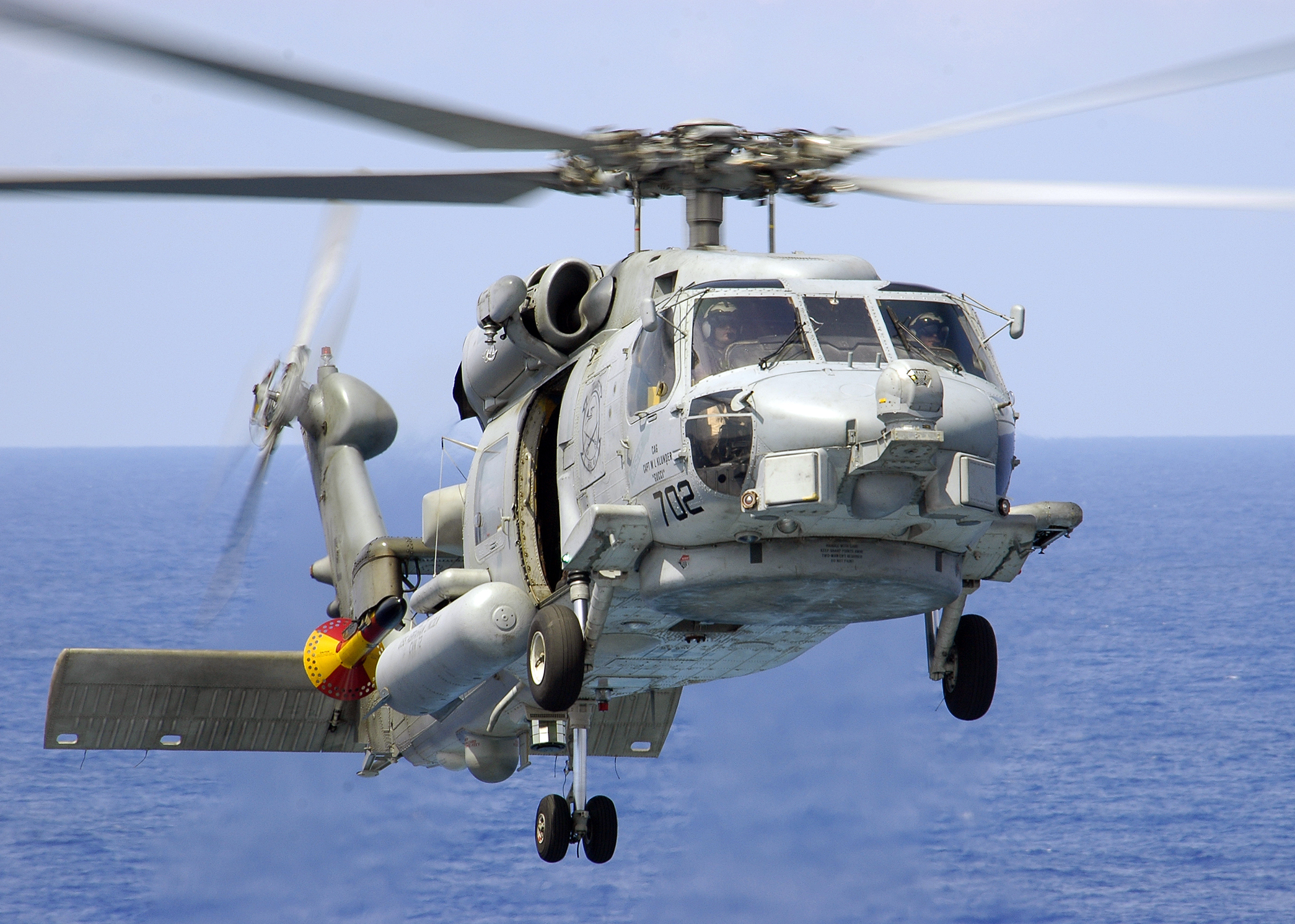
SH-60B Seahawk

Die Gary war, wie alle Schiffe der Perry-Klasse, zunächst hauptsächlich als Geleitschiff zur Abwehr von Luft- und Seezielen konzipiert. Zu diesem Zweck war sie mit einem MK13-Starter für SM1-Raketen zur Luftabwehr und Harpoon-Raketen zur Bekämpfung von Seezielen ausgerüstet, der jedoch zu Beginn des 21. Jahrhunderts entfernt wurde.
Zur Seezielbekämpfung bleiben der Gary noch ein einzelnes 76-mm-Geschütz sowie zwei Torpedorohre, die sich gegen U-Boote einsetzen lassen. Außerdem verfügt das Schiff über ein CIWS zur Abwehr von anfliegenden Seezielflugkörpern.
Zusätzlich befinden sich auf der USS Gary zwei SH-60 Seahawk-Helikopter, die sich zur Bekämpfung von Oberflächenzielen und U-Booten eignen und die mit Penguin-Antischiffsraketen sowie Torpedos ausgerüstet werden können.

## Name und Insigne

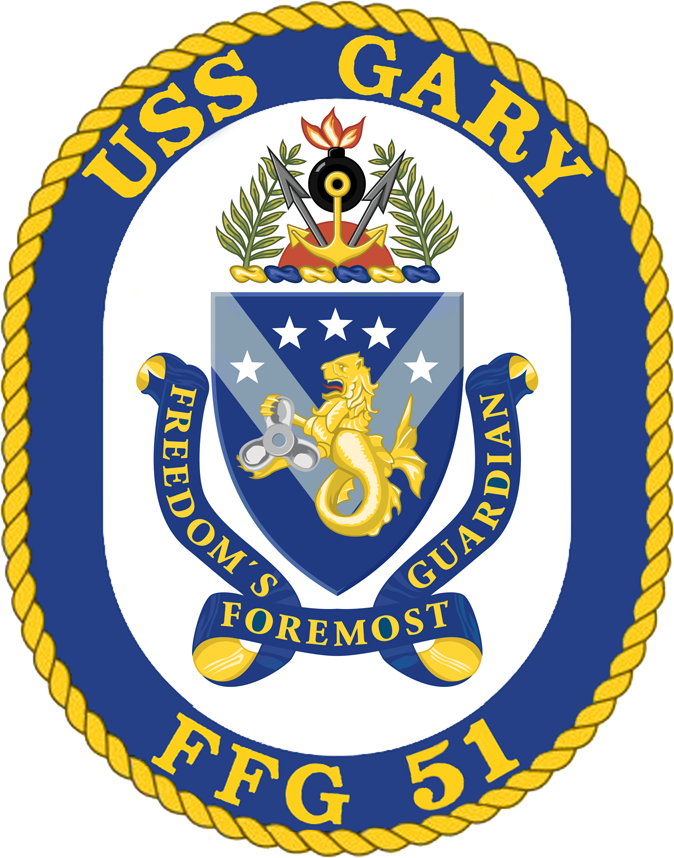
Insigne

Das Schiff wurde nach Donald Arthur Gary (1903–1977) benannt. Gary erhielt die Medal of Honor für seine Verdienste im Zweiten Weltkrieg. Im März 1945 war er auf der Franklin im Pazifik stationiert, als zwei Bomben eines japanischen Flugzeug die Franklin trafen.
Das Wappen der Gary besteht aus einem Schild mit Helmschmuck, umrahmt mit dem Namen und der Kennung des Schiffes. Unter dem Schild steht das Motto der Fregatte “Freedom’s Foremost Guardian”.

## Geschichte
Die USS Gary wurde 1981 bestellt. Im Dezember 1982 wurde sie auf Kiel gelegt und nach knapp elf Monaten Bauzeit, bei Todd Pacific Shipyards in San Pedro, vom Stapel gelassen. Am 2. November 1984 wurde die Fregatte ausgeliefert und 15 Tage danach in Dienst gestellt. Im Moment ist das Schiff in San Diego stationiert.

### Einsätze

#### 1985–1990
Im Januar 1985 wurde das Schiff nach Pearl Harbor, ihrem damaligen Heimathafen, überführt. Nach einigen Test- und Ausfahrten wurde die Gary nochmals nach San Pedro, zu Todd geschickt, um kleinere Mängel zu beheben.
In der ersten Jahreshälfte des Jahres 1986, fuhr die USS Gary vor der Westküste der USA und Hawaii. Im Juni 1986 nahm sie an der Übung RIMPAC teil. Nach diesem Einsatz wurden das Schiff und die Mannschaft erstmals zum Persischen Golf entsandt. Auf dem Weg dorthin, machten sie Halt in Subic Bay, Singapur und Colombo. Ende September erreichte sie den Golf von Oman.
Zum Jahresende wurden sie in die USA zurückbeordert. Im Januar 1987 erreichten sie ihren neuen Heimathafen Long Beach. Den Rest des Jahres verbrachte das Schiff mit Fahrten vor der Küste.

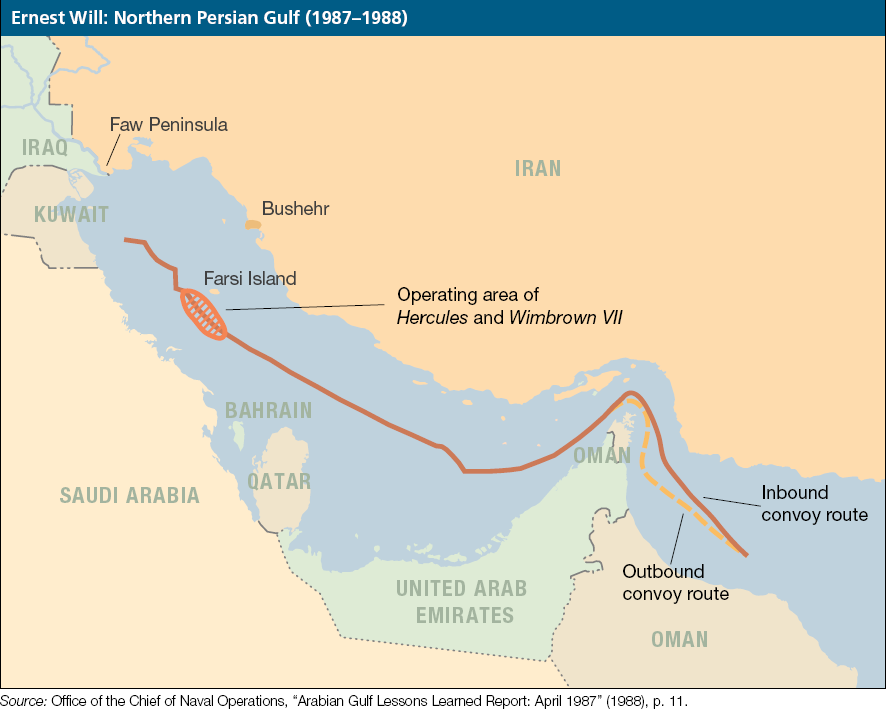
Stationierungsorte der zwei Barken, während der Operation Praying Mantis

Ende Januar 1988 fuhr die Gary mit ihrem Schwesterschiff Copeland erneut in Richtung Persischer Golf, um die Operation Earnest Will zu unterstützen. Anfang März erreichten sie ihr Operationsgebiet. Ihre Helikopter halfen dabei Minen aufzuspüren. Während der Operation Praying Mantis beschützte die Mannschaft die zwei Barken Hercules und Wimbrown 7. Mitte Juni verließen die Fregatten gemeinsam den Golf, um in die USA zurückzukehren. Am 27. Juli erreichten sie Long Beach. Den Rest des Jahres kreuzte sie wieder vor der Küste der Vereinigten Staaten.
Das nächste halbe Jahr verbrachte die Gary hauptsächlich mit Fahrten vor der US-Küste oder fuhr etwa 130 km den Columbia River hinauf. Im September legte die Fregatte für ihren nächsten Einsatz im westlichen Pazifik und im Persischen Golf, mit ihrem Schwesterschiff McClusky ab. Nach Aufenthalten in unterschiedlichen Häfen, erreichte das Schiff im Oktober 1989 den Persischen Golf Ende, um erneut an der Operation Earnest Will teilzunehmen.
Nach fast drei Monaten und 17 Begleitfahrten kehrte sie Mitte März 1990 in die Vereinigten Staaten zurück. Anschließend wurde sie bei Todd überholt und nahm ihre Patrouillenfahrten vor der Küste der USA wieder auf.

#### 1991–1996

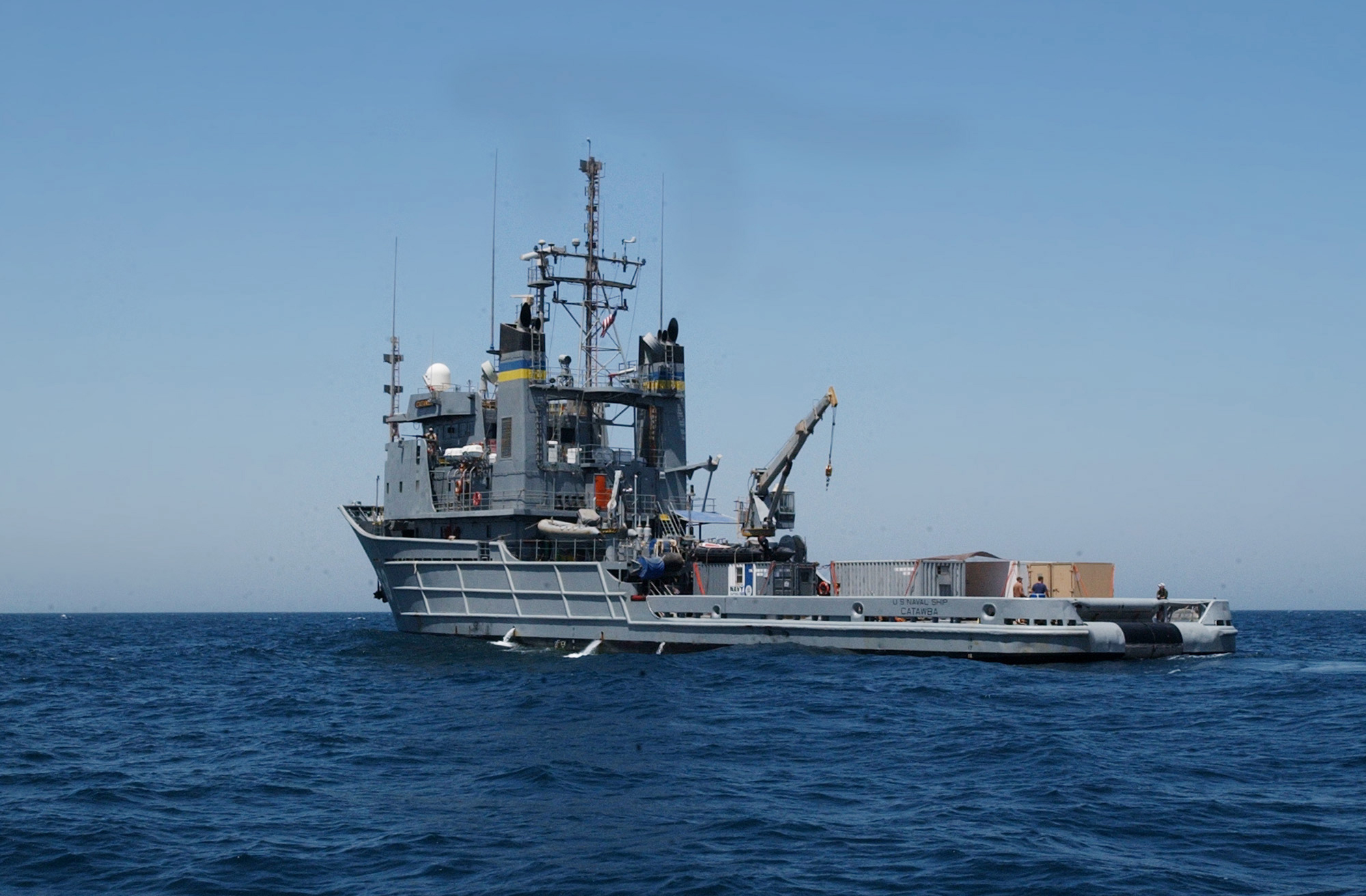
Die USNS Catawba, welche die Gary abschleppte

Im Juni 1991 half die Crew nach dem Ausbruch des Vulkans Pinatubo in der Operation Fiery Vigil, Soldaten aus der Subic Bay zu evakuieren. Danach begab sie sich erneut in den Persischen Golf, wo sie bis Mitte Oktober patrouillierte. In diesen drei Monaten legte sie in den Häfen von Abu Dhabi und Mina Sulman (Bahrain) an. Sie führte dort gemeinsam mit dem Carrier Air Wing Eleven eine Übung mit der Marine der Vereinigten Arabischen Emirate und Bahrains durch. Ende November erreichte sie Long Beach.
Die USS Gary wurde 1993 erneut in den Persischen Golf verlegt. Unterwegs hielten sie in Pearl Harbor, Yokosuka und Phuket. Hier verbrachte sie den Jahreswechsel und kehrte erst sechs Monate später zurück, dieses Mal jedoch nach San Diego, in ihren neuen Heimathafen. Während ihres Einsatzes kontrollierten sie sechs Schiffe, um die UN-Resolution gegen den Irak durchzusetzen. Außerdem machten sie Hafenbesuche in Pakistan, Australien und auf Fidschi. Den Rest des Jahres 1994 verbrachte sie mit Fahrten vor der Küste der USA und Mexikos.
Im Juli 1995 erfolgte die nächste Einsatzfahrt. Als das Schiff Ende September wieder im Persischen Golf unterwegs war, ereignete sich ein Kabelbrand an Bord. Drei Schiffe der US Navy, die USS Tempest, USS Cyclone und USS Harry W. Hill, sowie ein Schiff der Küstenwache Katars eilten der Gary zur Hilfe. Die Fregatte wurde durch die USNS Catawba in den Hafen Bahrains geschleppt. Ende November waren alle Reparaturen abgeschlossen. Am 20. Dezember durchfuhr FFG-51 die Straße von Hormus und verließ den Persischen Golf. Zehn Tage später ankerte sie vor Thailand und suchte auf der Rückfahrt die Häfen von Hongkong und Pearl Harbor auf. Ende Januar 1996 lief sie wieder in San Diego ein.

#### 1997–2002
Im August 1997 legte die Gary in San Diego ab, um zum siebten Mal in ihrer Einsatzgeschichte den Persischen Golf anzufahren. Ab Anfang Oktober hielt sie sich hier für drei Monate auf, ehe sie den Golf wieder verließ. Dieses Mal machte sie unterwegs in Perth, Fremantle, Hobart und Suva halt, bevor sie Mitte Februar 1998 wieder die USA erreichte.

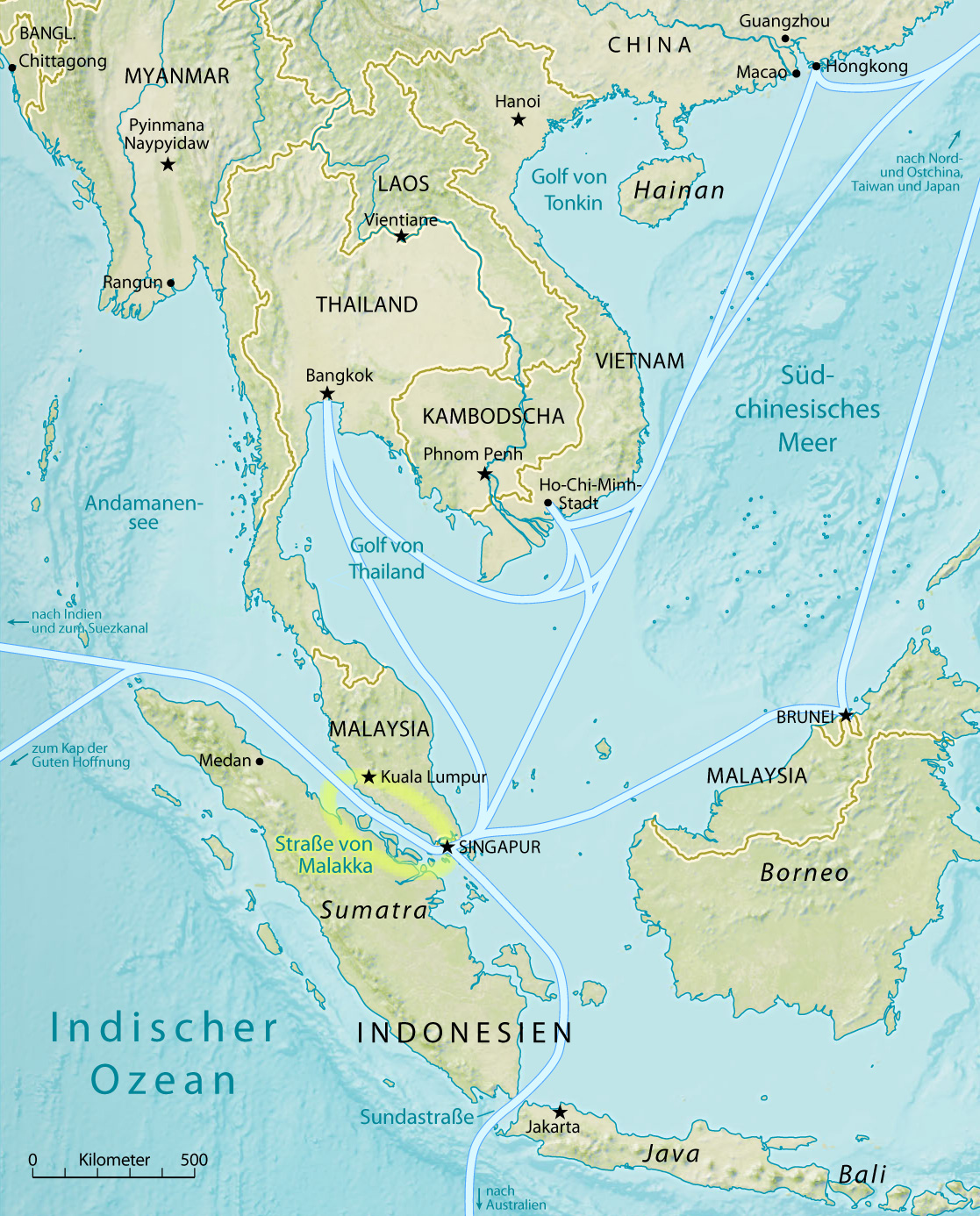
Die Straße von Malakka, sowie Malaysia und Singapur.

Ende Mai 1999 brach die Fregatte wieder auf. Dieses Mal im Verbund mit dem Docklandungsschiff Comstock, ihrem Schwesterschiff George Philip, sowie nach einem kurzen Halt in Pearl Harbor mit dem Panzerlandungsschiff Frederick, um an der Übung CARAT’99 (Cooperation Afloat Readiness and Training) teilzunehmen. Diese Gruppe fuhr zuerst in Richtung Yokosuka und Okinawa. Ende Juni erreichten sie gemeinsam Sattahip in Thailand. Ein paar Tage später durchfuhren sie die Straße von Malakka. Die Schiffe fuhren den Hafen von Lumut und ankerten dort bis Anfang Juli die Übung begann. Als erstes führten sie mit der malaysischen Marine einige Manöver aus. Sie führten Kommunikations-, Geschütz- und taktische Übungen durch. Am 11. Juli erreichten sie Singapur. Anschließend fuhr die Gruppe in das Südchinesische Meer. Dort schloss sich ihnen kurzzeitig das U-Boot Portsmouth an. Gemeinsam übten sie mit der Marine Singapurs. Ende Juli kehrten sie (ohne die Portsmouth) nach Thailand zurück, um mit deren Marine zu trainieren. Hier stieß der thailändische Flugzeugträger Chakri Naruebet zu ihnen. Nach fünf Tagen war diese Übung beendet und damit auch die CARAT’99. Die Gary begab sich nach Yokosuka. Die Besatzung der Gary wechselte auf ihr Schwesterschiff, die Thach und kehrte in die USA zurück. Die Gary blieb mit ihrer neuen Crew in Yokosuka stationiert. Den Rest des Jahres verbrachte die Fregatte dann vor den Philippinen und Japan.
Im ersten Halbjahr 2000 fuhr FFG-51 abermals in den Golf ein und kontrollierte weitere 27 Schiffe und evakuierte die Besatzung eines brennenden Öltankers. Drei Monate später kehrten sie nach Yokosuka zurück, wo sie den Rest des Jahres mit Fahrten vor der Küste Japans und gemeinsamen Übungen mit der japanischen Marine verbrachten.
Zwischen Januar und Juli 2001 schloss sich die Gary der Kampfgruppe um die Kitty Hawk an. Sie führten mehrere Manöver mit den Marinestreitkräften Singapurs, Thailands, Kanadas und Australiens durch. Anfang Juni versenkte die Gary mit dem Zerstörer John S. McCain, dem Kreuzer Chancellorsville, sowie dem Carrier Air Wing Five den alten Kreuzer Reeves im Rahmen einer SINKEX. Am 1. Oktober wurde die Fregatte gemeinsam mit der Kitty Hawk und dem Zerstörer Curtis Wilbur nach Pakistan verlegt, um dort die Operation Enduring Freedom zu unterstützen. Dort hatte sie einen Einsatz zum Schutz der Peleliu. Am 24. Dezember liefen die Gary, Curtis Wilbur und Kitty Hawk wieder in Yokosuka ein.
2002 gab es keinen großen Einsatz für die Fregatte. Sie fuhr vor der Küste Japans und führte unterschiedliche Manöver durch.

#### 2003–2008

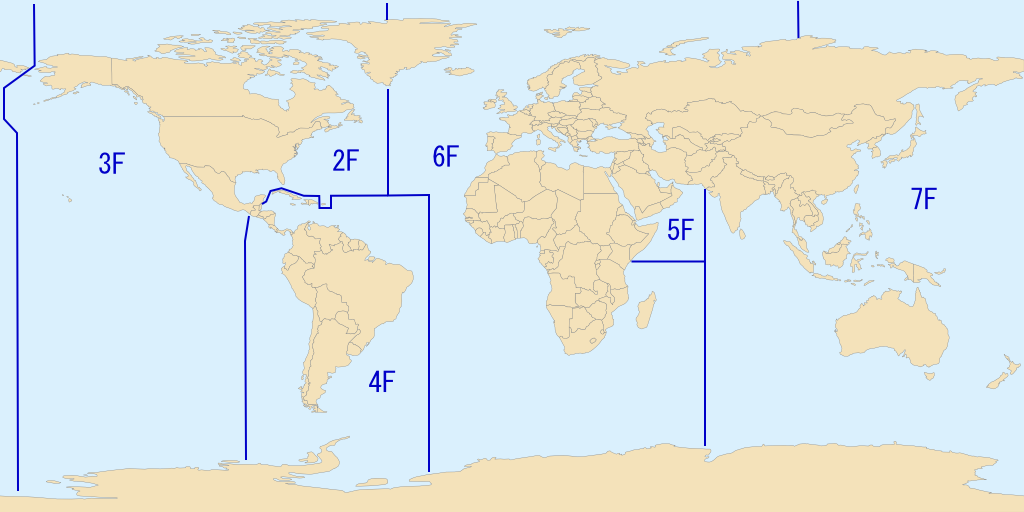
Die 7. und 4. Flotte

Bei ihrer Einsatzfahrt 2007 legte sie als erstes US-amerikanisches Kriegsschiff nach dem Vietnamkrieg im Hafen von Sihanoukville in Kambodscha an. Auf ihrer Rückfahrt tauschte sie ihren Heimathafen mit dem Zerstörer McCampbell. Seither ist sie wieder in San Diego stationiert und dem Destroyer Squadron 7 unterstellt.
Im weiteren Verlauf des Jahres, fuhr sie mit dem Geschwader und dem Flugzeugträger Ronald Reagan vor die Küste Hawaiis um die letzten Manöver für die nächste größerer Verlegung im folgenden Jahr einzuüben. 2008 wurden sie gemeinsam in den Bereich der 7. Flotte verlegt.

#### 2009–heute
Seit Mai 2009 agieren sie im westlichen Pazifikraum. Im Februar 2011 wurde die Gary in den Bereich der 4. Flotte verlegt, um an der Bekämpfung der Drogenkriminalität teilzunehmen. Dabei sicherte sie Drogen im Wert von über 100 Millionen US-Dollar.
2012 nahm die USS Gary erneut an der Übung RIMPAC teil.
Seit Mai 2017 ist die „USS Gary“ jetzt unter dem Namen „Fengchia“ bei der taiwanesischen Kriegsmarine als U-Boot Jäger im Dienst.

## Sonstiges
Im Juni 1989 nahm die Gary an den Dreharbeiten zum Spielfilm Jagd auf Roter Oktober teil. Sie stellte das Schiff dar das die Roter Oktober nach dem Auftauchen stellte und die Besatzung an Bord nahm. Im Film wurde sie allerdings als ihr Schwesterschiff Reuben James geführt.